# 小行星6574
小行星6574（英語：6574 Gvishiani）是一颗围绕太阳公转的小行星。1976年8月26日，尼古拉·切爾尼赫在克里米亚发现了此天体。
这颗小行星的绝对星等为241.2766987590852等。